# European Psychiatric Association
Die European Psychiatric Association (kurz EPA) ist eine europaweite Organisation, die sich zum Ziel gesetzt hat, psychisch kranke Menschen auf professioneller Ebene zu versorgen. Sie betreibt dafür Lobbyarbeit in ganz Europa, um Pflege, Prävention, Bildung, Berufseinstieg von Psychiatern und wissenschaftliche Erkenntnisse weiterzuentwickeln. Bei ihrer Gründung galten als die drei zentralen, komplementären Säulen Forschung, Behandlung und Lehre.

## Geschichte
Im Jahr 1983 gründeten deutsch- und französischsprachige Psychiater in Straßburg die Association of European Psychiatrists (AEP). Der Name wurde 2008 in European Psychiatric Association (EPA) geändert. Seit 2015 existiert für eine bessere Zusammenarbeit mit der Europäischen Union ein Büro der EPA in Brüssel.
Nach eigenen Angaben (2018) vertritt sie über 80.000 europäische Psychiater innerhalb 42 nationaler Psychiatriegesellschaften und sei damit die wichtigste, die Psychiatrie repräsentierende Vereinigung in Europa.

## Liste der Präsidenten der EPA
- 1984–1988: Léonard Singer
- 1989–1990: Hans Heimann
- 1991–1992: Carlos Ballús Pascual
- 1993–1994: Pro Bech
- 1995–1996: Robin Murray
- 1997–1998: Jules Angst
- 1999–2000: Norman Sartorius
- 2001–2002: Göran Sedvall
- 2003–2004: Mario Maj
- 2005–2006: Henning Sass
- 2007–2008: Cyril Höschl
- 2009–2010: Hans-Jürgen Möller
- 2011–2012: Patrice Boyer
- 2013–2014: Danuta Wassermann
- 2015–2016: Wolfgang Gaebel
- 2017–2019: Silvana Galderisi
- 2019–2021: Philip Gorwood
- 2021–2023: Peter Falkai
- 2023–2025: Geert Dom

## Kongresse
Die originalen Kongressbezeichnungen lauteten: (1st, 2nd …) Symposium, Annual Meeting, European Congress, AEP Congress und European Congress of Psychiatry.
Die ersten fünf Kongresse fanden in Straßburg statt, von den nächsten, vier in Nizza, drei in München, jeweils zwei in Kopenhagen, Madrid, Wien und Prag und jeweils einer in Barcelona, Genf, London, Stockholm, Florenz, Warschau und Lissabon. Die letzten beiden Kongresse geschahen virtuell, die nächsten beiden werden in Budapest und ein weiteres Mal in Nizza stattfinden.
| Bezeichnung                          | Zeitpunkt                      | Ort        | Präsident                            | Thema (Original)                                                                                        | Thema (Übersetzung) |
| ------------------------------------ | ------------------------------ | ---------- | ------------------------------------ | --- | --- |
| 1. Symposium                         | 1984                           | Straßburg  | Léonard Singer                       | Position of French and German-speaking Psychiatrists and Modern Trends in Nosology                      | Position französisch- und deutschsprachiger Psychiater und moderne Trends in der Nosologie                                 |
| 2. Jahresversammlung                 | 1985                           | Straßburg  | Léonard Singer                       | Present trends in Psychiatric Research in Europe                                                        | Gegenwärtige Trends in der psychiatrischen Forschung in Europa                                                             |
| 3. Jahresversammlung                 | 1986                           | Straßburg  | Léonard Singer                       | Psychiatric Care in Europe                                                                              | Psychiatrische Versorgung in Europa                                                                                        |
| 4. Europäischer Kongress             | 1988                           | Straßburg  | Léonard Singer                       | Epidemiology and Therapy Research in Psychiatry                                                         | Epidemiologie und Therapieforschung in der Psychiatrie                                                                     |
| 5. Europäischer Kongress             | 1990                           | Straßburg  | Hans Heimann                         | Recent Advances in Psychiatric Research and their Applications to Diagnosis and Treatment in Psychiatry | Neuere Fortschritte in der psychiatrischen Forschung und ihre Anwendung auf die Diagnose und Behandlung in der Psychiatrie |
| 6. Europäischer Kongress             | 3.–7. November 1992            | Barcelona  | Pascual Ballus                       | Psychiatry in 1992                                                                                      | Psychiatrie im Jahr 1992                                                                                                   |
| 7. AEP-Kongress                      | 18.–22. September 1994         | Kopenhagen | Per Bech                             | European Psychiatry East and West                                                                       | Europäische Psychiatrie Ost und West                                                                                       |
| 8. AEP-Kongress                      | 7.–12. Juli 1996               | London     | Robin Murray                         | A force for the future                                                                                  | Eine Kraft für die Zukunft                                                                                                 |
| 9. AEP-Kongress                      | 20.–24. September 1998         | Kopenhagen | Jules Angst                          | Standards for Psychiatry                                                                                | Standards für die Psychiatrie                                                                                              |
| 10. AEP-Kongress                     | 28. Oktober – 1. November 2000 | Prag       | Norman Sartorius                     | Growing Together in Diversity                                                                           | Gemeinsam in Vielfalt wachsen                                                                                              |
| 11. AEP-Kongress                     | 4.–8. Mai 2002                 | Stockholm  | Göran Sedvall                        | European Psychiatry, Science and Humanity in Health Care                                                | Europäische Psychiatrie, Wissenschaft und Humanität im Gesundheitswesen                                                    |
| 12. AEP-Kongress                     | 14.–18. April 2004             | Geneva     | Mario Maj                            | European Psychiatry: Evidence and Experience                                                            | Europäische Psychiatrie: Evidenz und Erfahrung                                                                             |
| 13. AEP-Kongress                     | 2.–6. April 2005               | München    | Henning Sass                         | European Psychiatry: The interface between biological and social factors                                | Europäische Psychiatrie: Die Schnittstelle zwischen biologischen und sozialen Faktoren                                     |
| 14. Europäischer Psychiatriekongress | 4.–8. März 2006                | Nizza      | Henning Sass                         | New perspectives on treatment in psychiatry                                                             | Neue Perspektiven auf die Behandlung in der Psychiatrie                                                                    |
| 15. Europäischer Psychiatriekongress | 17.–21. März 2007              | Madrid     | Cyril Höschl                         | European Psychiatry – Art and Science                                                                   | Europäische Psychiatrie – Kunst und Wissenschaft                                                                           |
| 16. Europäischer Psychiatriekongress | 5.–9. April 2008               | Nizza      | Cyril Höschl                         | Pathways to Integrative Care                                                                            | Wege zur integrativen Versorgung                                                                                           |
| 17. Europäischer Psychiatriekongress | 24.–28. Januar 2009            | Lissabon   | Hans-Jürgen Möller                   | New Diagnostic Approaches in Psychiatry: Relevance for Research and Practice in Europe                  | Neue diagnostische Ansätze in der Psychiatrie: Relevanz für Forschung und Praxis in Europa                                 |
| 18. Europäischer Psychiatriekongress | 27. Februar – 3. März 2010     | München    | Hans-Jürgen Möller                   | Improve the Quality of Psychiatric Research & Treatment in Europe                                       | Verbessere die Qualität der psychiatrischen Forschung und Behandlung in Europa                                             |
| 19. Europäischer Psychiatriekongress | 12–15. März 2011               | Wien       | Patrice Boyer                        | Translating Research into Care                                                                          | Übersetzen von Forschung in Pflege                                                                                         |
| 20. Europäischer Psychiatriekongress | 3.–6. März 2012                | Prag       | Patrice Boyer                        | Beyond Diversity Towards Harmony                                                                        | Jenseits der Vielfalt hin zur Harmonie                                                                                     |
| 21. Europäischer Psychiatriekongress | 6.–9. April 2013               | Nizza      | Danuta Wasserman                     | Europe Challenges the Burden of Mental Disorders                                                        | Europa fordert die Belastung psychischer Störungen heraus                                                                  |
| 22. Europäischer Psychiatriekongress | 1.–4. März 2014                | München    | Danuta Wasserman                     | European Psychiatry Focusing on Body and Mind                                                           | Europäische Psychiatrie mit Fokus auf Körper und Geist                                                                     |
| 23. Europäischer Psychiatriekongress | 28.–31. März 2015              | Wien       | Wolfgang Gaebel                      | Excellence in Psychiatry across Europe: Practice, Education, Research                                   | Exzellenz in der Psychiatrie in ganz Europa: Praxis, Bildung, Forschung                                                    |
| 24. Europäischer Psychiatriekongress | 12.–15. März 2016              | Madrid     | Wolfgang Gaebel                      | Towards a Common Language in European Psychiatry                                                        | Auf dem Weg zu einer gemeinsamen Sprache in der europäischen Psychiatrie                                                   |
| 25. Europäischer Psychiatriekongress | 1.–4. April 2017               | Florenz    | Silvana Galderisi                    | Together for Mental Health                                                                              | Gemeinsam für die psychische Gesundheit                                                                                    |
| 26. Europäischer Psychiatriekongress | 3.–6. März 2018                | Nizza      | Silvana Galderisi                    | Mental Health: Integrate, Innovate, Individualise                                                       | Psychische Gesundheit: Integrieren, Innovieren, Individualisieren                                                          |
| 27. Europäischer Psychiatriekongress | 6.–9. April 2019               | Warschau   | Silvana Galderisi und Philip Gorwood | Towards New Models, Goals & Challenges                                                                  | Auf dem Weg zu neuen Modellen, Zielen und Herausforderungen                                                                |
| 28. Europäischer Psychiatriekongress | 4.–7. Juli 2020                | virtuell   | Philip Gorwood                       | The Shared Heritage of European Psychiatry                                                              | Das gemeinsame Erbe der europäischen Psychiatrie                                                                           |
| 29. Europäischer Psychiatriekongress | 10.–13. April 2021             | virtuell   | Philip Gorwood und Peter Falkai      | Personalising and Integrating Mental Health Care in the Digital Era                                     | Personalisieren und Integrieren der Gesundheitsversorgung im digitalen Zeitalter                                           |
| 30. Europäischer Psychiatriekongress | 2.–5. April 2022               | Nizza      | Peter Falkai                         | Linking Clinical Practice and Research for Better Mental Health Care in Europe                          | Verknüpfen von klinischer Praxis und Forschung für eine bessere psychische Gesundheitsversorgung in Europa                 |
| 31. Europäischer Psychiatriekongress | 1.–4. April 2023               | Budapest   |                                      | | |